# Altenbockum (Adelsgeschlecht)

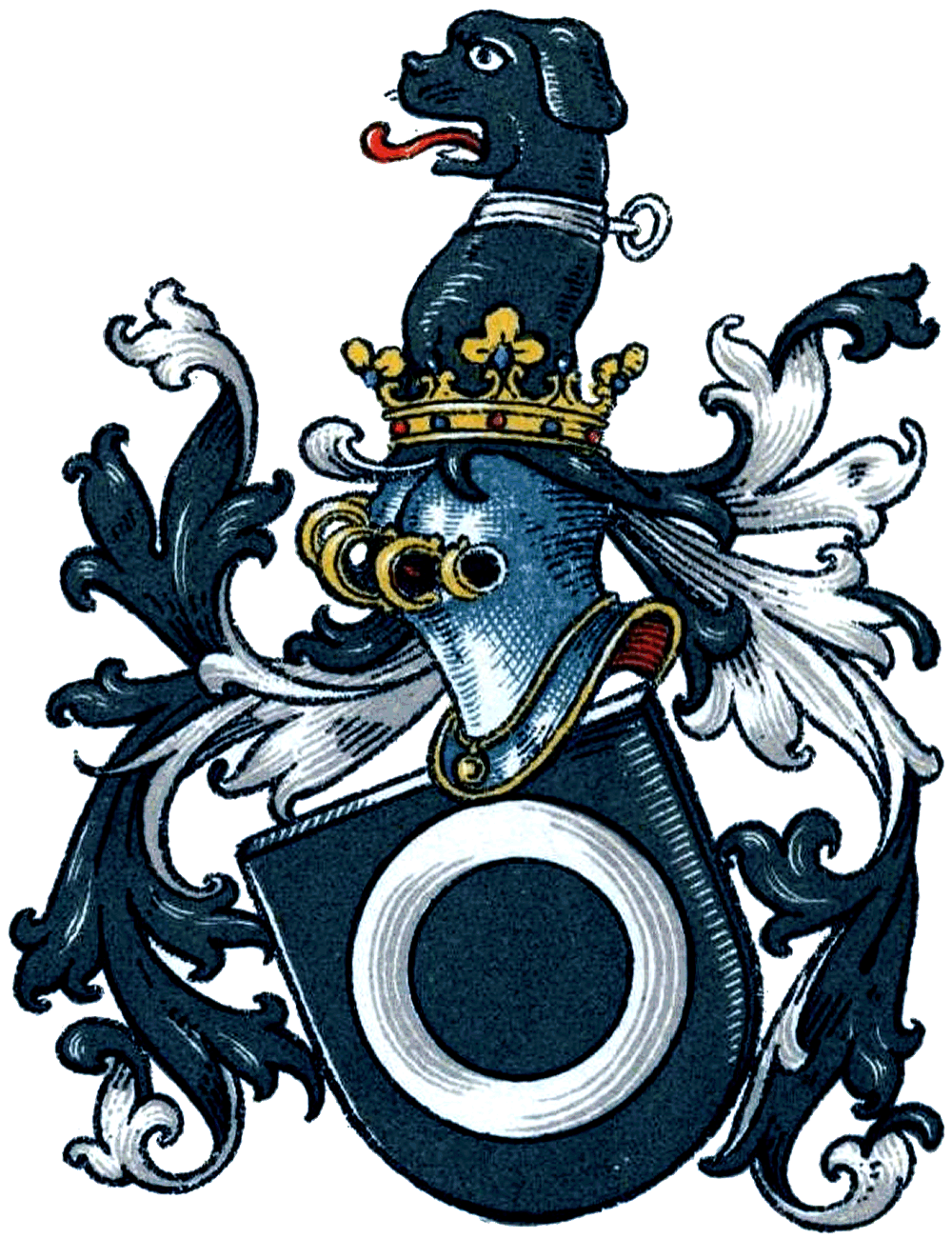
Wappen derer von Altenbockum

Altenbockum (auch Alten-Bockum, Aldenbockum, Grimberg genannt Altenbockum, Oldenbockum und Alten-Bockum) ist der Name eines uradligen Geschlechts aus Westfalen. 1307 wurde Wennemar von Grimberg, auch Wennemar von Aldenbockum genannt, urkundlich als Ritter und Burgmann des Grafen Eberhard I. von der Mark benannt. Aus dem Stammhaus Schloss Grimberg gründete sich die Stammlinie Grimberg, später auch als Grimberg genannt Altenbockum, bekannt, aus der im 16. Jahrhundert einige Mitglieder in das Herzogtum Kurland und Semgallen und nach Livland auswanderten. Deren Linien begannen mit Karl von Altenbockum, Herr auf Weweßen, Klanen (bei Talsi) und Uggenzehm, von dem wiederum die weiteren Linien in Hessen und Sachsen abstammen.

## Herkunft des uradligen Geschlechts

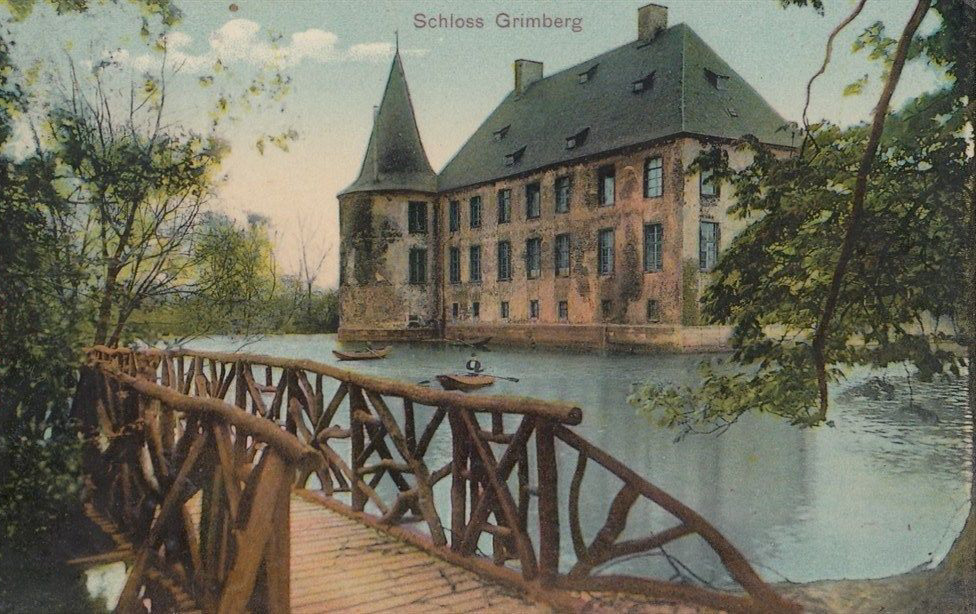
Schloss Grimberg auf einer Postkarte aus dem Jahr 1913

Das besagte Geschlecht stammt aus der Grafschaft Mark und nannte sich vormalig Grimberg, da sie aus dem Ort mit dem Schloss Grimberg stammten. Später übernahmen sie mehrheitlich den Namen der Ortschaft „Altenbockum“, welche im Amt Blankenstein lag und ihnen durch Heirat, Eroberung oder Erbe zugefallen war. Johann von der Berswordt schrieb im Westphälisch adlich Stammbuch, S. 417: „Grimberg zum Grimberg im Ambt Bochumb“. Und vorher setzt er †: „Nobilis familia Marcana Alenbaeckum haud pridem emorta“. Nachfolgend werden Personen mit dem Namen Grimberg, genannt Altenbockem und Altenbockem, in der weiteren Historie erwähnt:
- 1307 Wenmar von und zu Grimberg, (Winemarus miles de Grintberg) ist vermutlich derjenige, dem 1328 ein versiegelter Brief zugeordnet werden kann. Auf diesem Siegel ist ein Ring mit der Umschrift: „Wenmar de Grymberghe, Miles“.
- 1411 Johann von Aldenbockum, Wilm von Büren und Bernd von Strünckede führten Krieg mit dem Erzbischof Friedrich zu Köln
- 1512 Johan von Aldenbockum erbte Bergkamen
- 1544 Casper von Aldenbockum ging nach Livland
- 1569 Neveling von Aldenbockum, Herr zu Werne. Administrator der Hochstifte Osnabrück und Paderborn.

## Weitere Stammlinien

Gemeindewappen von Rünthe (Ring stammt aus dem Familienwappen der Herren von Altenbockum)

Es existieren weitere Geschlechtertafeln, zu ihnen gehörten: Aldenbockum zur Wisch, Aldenbeckum zur Heyde, Aldenbockum zu Altenmengede, Aldenbockum zu Tyll und Altenbockum zur Rünte.

### Stammtafel Grimberg in Westfalen
- Wennemar (I.) von Grimberg (um 1220–1271), urkundlicher Ritter 1263–1271
- Wennemar (II.) von Grimberg (um 1255–1282), urkundlicher Ritter 1278–1282 in Grimberg
- Wennemar (III.) von Grimberg (um 1265–1336), Ritter und Herr zu Altenbockum
- Wennemar (IV.) „der Jüngere“ von Grimberg genannt von Altenbockum (1306–1371), urkundlicher Ritter 1289–1337, Herr zu Altenbockum
- Johann von Grimberg genannt von Altenbockum (* um 1305; † um 1350 in Altenbockum)
- Dietrich von Griemberg „der Alte“ genannt von Altenbockum zur Heyde (* um 1350; † um 1380 in Altenbockum)
- Johann von Grimberg genannt Altenbockum „der Alte“ (um 1395–1454), Herr zu Altenbockum
- Johann von Grimberg genannt von Altenbockum zu Wisch (* um 1440–1487), Ritter, Drost zu Bochum
- Johann von Grimberg genannt von Altenbeckum, Herr zu Wisch (1497–1514), Drost zu Bochum und Goch
- Johann von Grimberg genannt Altenbockum, Herr zu Wisch[8][9]
- Diedrich von Grimberg genannt von Altenbockum (* um 1520), Herr zu Altenmengede[10]

### Stammtafel Livland und Kurland
Dietrich von Altenbockum war von 1476 bis 1483 Vogt von Kandau in Livland und von 1484 bis 1490 Komtur von Goldingen. Damit stellten die Altenbockums zum ersten Mal einen Ritterbruder für den Deutschen Orden in Livland. Durch Dietrichs Vermittlung dürfte auch Johann von Altenbockum nach Kurland gekommen sein, für den die vorliegende Urkunde den frühesten Nachweis darstellt. Noch aus demselben Jahr 1492 datiert eine weitere Verkaufsurkunde über Ösulschem Besitz an Johann von Altenbockum. In Livland und Kurland lebten nachfolgende Familienmitglieder:
- Johan (II.) von Aldenbockum (* zwischen 1450 und 1510), Herr von Altenbockum, seit 1493 Ritter, urkundlich erwähnt 1500, zog nach Ostpreußen, 1517 tot auf Karkeln,[15] ihm folgten im männlichen Stamm:
  - Philipp von Altenbockum (* zwischen 1490 und 1544), Herr auf Kallitzen
  - Johann (III.) von Altenbockum (1510–1570), Herr auf Dursuppen und Zehren ⚭ Elisabeth von Hahn (zwischen 1462 und 1533)
    - Heinrich (I.) von Altenbockum († 1618), Herr auf Zehren und Rinkuln,
    - Heinrich (II.) von Altenbockum (* um 1610; † vor 1653), Erbherr auf Zehren und Dursuppen
      - Jan Henryk (Johann Heinrich) von Altenbockum (* um 1640; † um 1685), polnische Linie, königlich polnischer Oberst ⚭ Konstancja Tekla von Branicka (* um 1658)
        - Jan Kazimierz de Alten-Bokum (1666–1721) , Bischof von Kulm[16] in Polen
        - Konstancja von Altenbockum (1680–1743), Mätresse Augusts des Starken

#### Weitere Namensnennungen in Kurland

Wappen des Herzogtums Kurland und Semgallen

Das Geschlecht „von dem Grimberg genannt Altenbockum“ wird im Verzeichnis sämtlicher zum Kurländischen Indigenatsadel gehörigen Geschlechter geführt.
Im Baltischen Wappenbuch werden sie als „von dem Grimberg gen. Altenbockum“, ein im Kurland ausgestorbener Uradel, aufgeführt. Es wird darauf hingewiesen, dass sie in Preußen als „Altenbockum“ weiterblühten. Nachweislich waren zwischen 1700 und 1800 aus dem Geschlecht folgende Offiziere im preußischen Diensten: Johan Ernst von Alten-Bockum, Johann Ernst aus Kurland, Johann Friedrich von Alten-Bockum aus Kurland und Samuel von Alten-Bockum aus Litauen.
In einer Vielzahl von Lehns-, Kauf- und Pfandurkunden, Dokumente über Eheberedungen, Grenzbegehungen, gerichtliche Auseinandersetzungen, Rentengeschäfte und andere mehr wird über das Leben derer von Altenbockum Auskunft erteilt, wobei auch hier die Schreibweisen von Oldenbokem über Oldenbukem bis Altenbockem reichen. Alle Urkunden stammen aus dem Bereich Goldingen.
Im Allgemeinen Schriftsteller- und Gelehrten-Lexicon der Provinzen Livland, Esthland und Kurland, Band 1 werden Georg Friedrich von Alten-Bockum, Erbherr auf Popraggen in Kurland (* 14. Juni 1734; † 1788) mit dem Titel „Vorläufige Gedanken, wozu die Verbesserung der Gesetze des königlich piltenschen Kreises Anlass gegeben, entworfen von einem Einsassen des Kreises. Mitau, 1777. Eine Fortsetzung hinterließ er in der Handschrift“ und Gerhard Georg von Alten-Bockum (* in Kurland 1732), Major in kaiserlich-russischen Diensten mit einem Schriftstück, welches er seinem Vater G.G.v. alten Bockum (Mitau ohne Jahresangabe) widmete.

#### Neu-Kurland

Kurländische Kolonisierung Tobagos (lettische Briefmarke, 2001)

Die Insel Tobago, deren Name sich von Tabak ableitet, wurde bereits von Kolumbus entdeckt. Im 17. Jahrhundert stritten Franzosen, Briten, Niederländer und Kurländer um die Herrschaft über die Insel. Das Herzogtum Kurland und Semgallen schickte sich an, sich im Jahre 1682 an der Verteilung der Kolonialländer zu beteiligen. Der kurländische Herzog Friedrich Casimir setzte die Kolonialpolitik seines Vaters fort. Nach mehreren misslungenen Verhandlungen und gewaltsamen Inbesitznahmen der Insel Tobago entsandte er 1687, trotzt laufender Verhandlungen in London, den Landmarschall Dietrich von Altenbockum mit 400 Soldaten und 1000 Siedlern nach Tobago. Zunächst gelang es ihm sich auf der Insel festzusetzen, infolge einer Verletzung starb Altenbockum jedoch im Jahre 1688. Die Ansiedlung der Kurländer geriet um 1689 ins Stocken und wurde zwischen 1690 und 1691 vom Herzog aufgegeben.

### Hessisch-sächsische Linien Alten-Bockum
Karl von Altenbockum emigrierte um 1600 von Westfalen in das Herzogtum Kurland und Semgallen, er wurde Herr auf Weweßen, Klanen und Uggenzehm
- Christoph Heinrich von Altenbockum (* 1652), Herr auf Klanen ⚭ Anna Maria von Mirbach (1677–1755)
  - Christoph Heinrich von Altenbockum (1705–1758), Herr auf Alt-Drogen ⚭ Otilie von Hahn (1713–1776)
    - Ernst Eberhard von Altenbrockum (* 1737 in Altroggen; † 1795 in Duisburg), landgräflicher hessisch-kasselscher Oberstleutnant ⚭ Charlotte von und zu Gilsa (1774–1815)
      - Karl Ferdinand von Alten-Bockum (1786–1841), kurfürstlich hessischer Generalmajor ⚭ Ottilie Klementine von Carlowitz (1804–1886)
        - Carl von Altenbockum (1842–1910), königlich preußischer Konsistorialpräsident
          - Hans von Altenbockum (* 1875 in Kassel; † 1953 in Hausen, Kr. Ziegenhain), Herr auf Muttrin (Kreis Belgard), preußischer Hauptmann ⚭ Karola von Grünberg (* 1878; † 1979): u. a.
            - Ursula von Altenbockum (* 1907 in Berlin), unvermählt
            - Wennemar von Altenbockum (* 1908 in Dortmund) ⚭ Ulrike von Rohr (* 1926 in Plessow), fünf Kinder; lebten zeitweise in Angola
            - Elisabeth von Altenbockum (* 1911 in Muttrin; † vermisst 1945), unvermählt
            - Ernst-Eberhard von Altenbockum (* 1917 in Muttrin; † 15. September 1939 Warschau-Praga), Leutnant
            - Hans-Kaspar von Altenbockum (* 1923 in Muttrin) ⚭ Ingeborg von Bassewitz (* 1935 in Parchim)
              - Jasper von Altenbockum (* 1962 in Schwäbisch Hall), Journalist

            - Karola von Altenbockum (* 1925 in Muttrin; † 1950 in Marburg/Lahn), Wirtschaftsgehilfin

          - Georg von Altenbockum (* 1876 in Osnabrück; † 1954 in Enger, Westf.), preußischer Leutnant ⚭ Maximiliane von Friesen auf Teschendorf (* 1880; † 1939)

    - Friedrich Gerhard von Alten-Bockum (* 1747; † 1826 in Dresden), königlich sächsischer Oberst ⚭ Johanna Dorothea Jünger (* 1774)
      - Eduard Friedrich Ferdinand von Alten-Bockum (* 1801 in Chemnitz) ⚭ Emma Seidel (1813–1886)

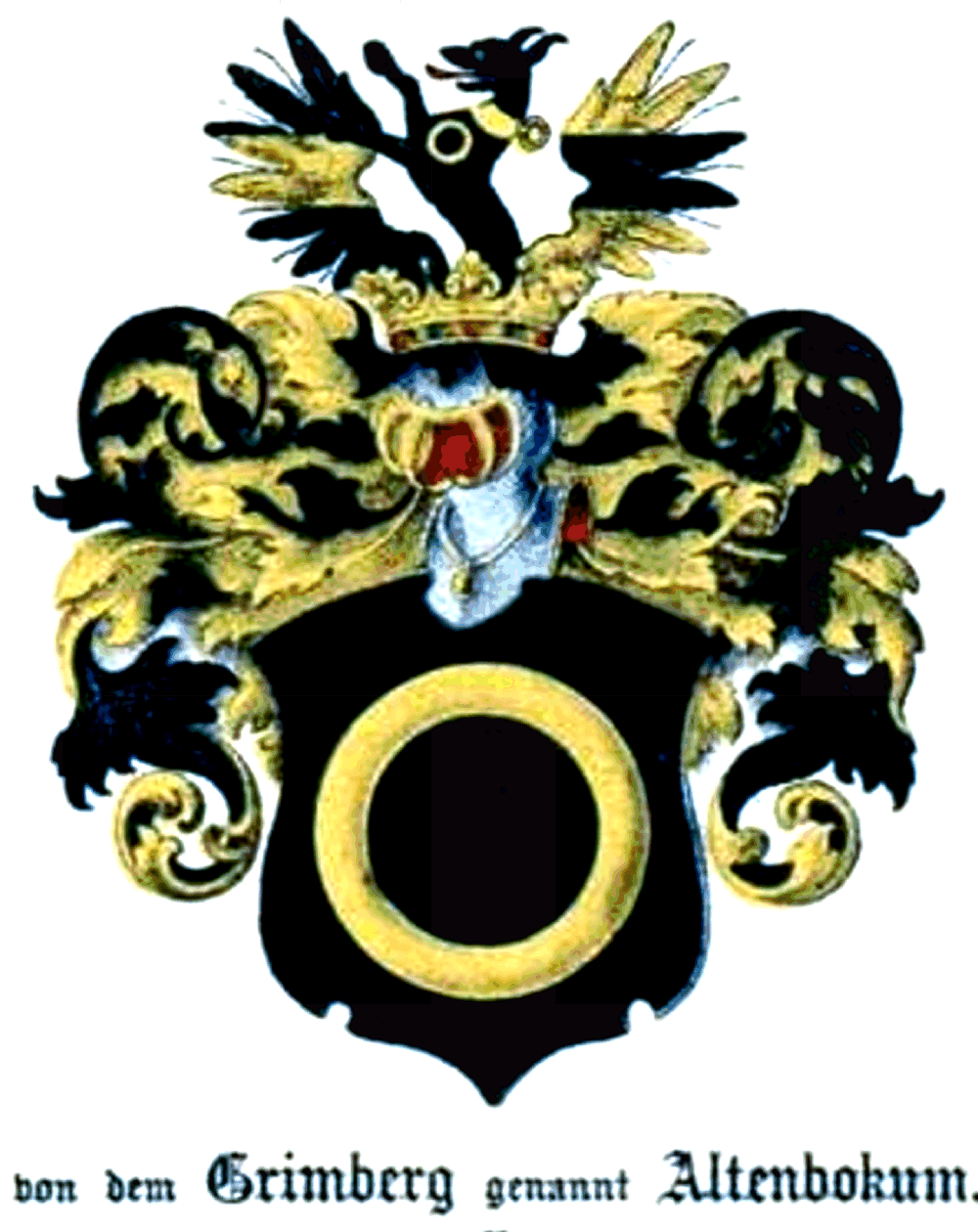
Wappen im Baltischen Wappenbuch von 1882

## Wappen
- Im schwarzen Wappenschild mittig ein silberner Ring. Auf dem Helm, mit schwarz-silbernen Decken ein wachsender (silbern-geflügelter) schwarzer Hund mit silbernem Halsband (gelegentlich auch Greif, dessen Brust mit einem silbernen Ringe belegt ist).[26][27]
- Das Wappen der kurländischen Linie zeigt in Schwarz einen goldenen Ring. Auf dem Helm mit schwarz-goldenen Decken ein wachsender, goldbehalsbandeter, rot-bezungter schwarzer Rüde, dessen Brust mit einem goldenen Ring belegt ist, zwischen einem rechts von Schwarz, Gold und Schwarz und links von Gold, Schwarz und Gold geteilten offenen Flug.